# Liseberg
Liseberg est un parc d'attractions situé à Göteborg en Suède. Il a été créé en 1923 et est actuellement le plus grand parc d'attractions scandinave, attirant environ trois millions de visiteurs par an.
Sa principale attraction est Balder, un parcours de montagnes russes en bois élue par deux fois (en 2003 et 2005) comme meilleures montagnes russes en bois au monde dans un sondage international. Le parc lui-même a également été choisi comme l'un des dix premiers parcs d'attractions au monde en 2005 par le magazine Forbes. Il est l'un des parcs à thème d'Europe à avoir été distingué par un Thea Award, décerné par la Themed Entertainment Association.
Les couleurs officielles de Liseberg sont le rose et le vert comme le passant peut le voir sur l'entrée et sur les vieilles maisons du parc. Les couleurs ont également été adoptées par le logo, qui a été créé dans les années 1980. La mascotte, un lapin, est colorée de la même façon.
Le parc est aussi ouvert en novembre et décembre avec moins d'attractions ouvertes. Il organise un marché de Noël avec de la cuisine suédoise traditionnelle tels que le vin chaud et des spécialités telles que kebab à base de viande de renne.

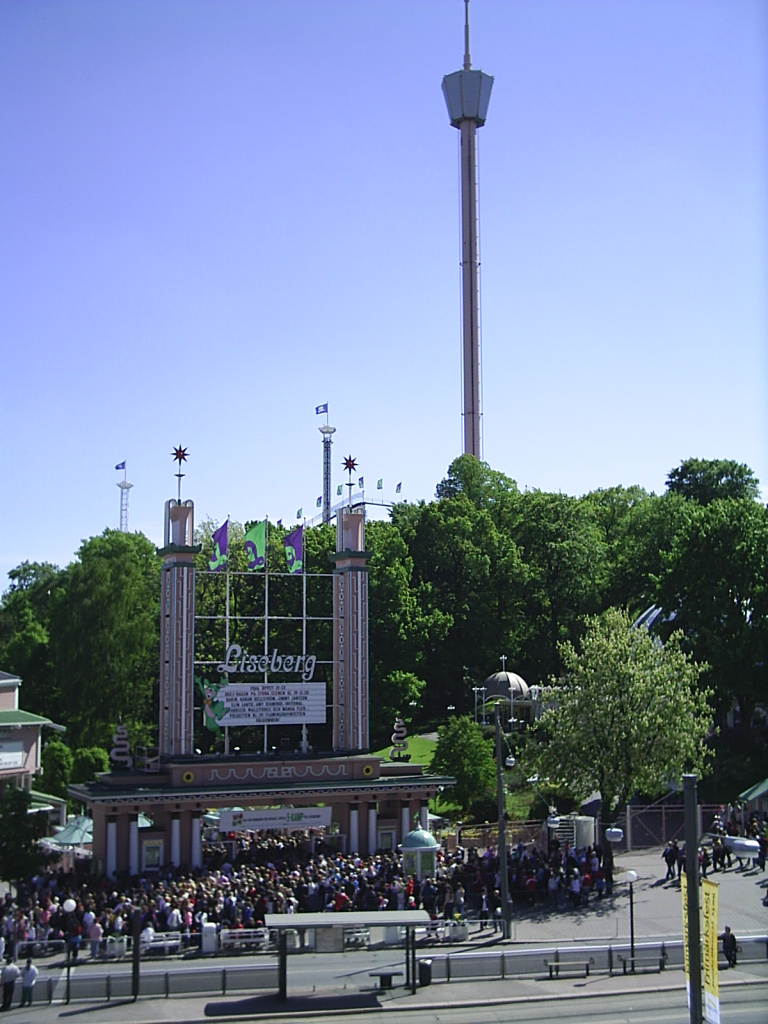
L'entrée de Liseberg

## Histoire
Le nom de « Liseberg » vient du propriétaire, Anders Johan Lamberg. Il a été nommé d'après sa femme, dont le nom de jeune fille était Elisabeth Söderberg et qu'il appelait Lisa. Autour de 1753, il baptisa le terrain « La montagne de Lisa » (en suédois : Lisas berg) qui devint Liseberg.
En 1908, la ville de Göteborg a acheté la propriété, y compris les bâtiments associés pour 225 000 couronnes suédoises.
En 1923, Göteborg a fêté ses 300 ans avec une exposition. C'est alors qu'un parc de loisirs et un palais des congrès furent construits. Les parcs ouvrirent au public pour la première fois le 8 mai. Celui-ci se promenait sur 996 mètres de chemins vallonnés. Le parc était initialement conçu comme une attraction temporaire pour l'exposition de l'époque, mais il reçut un tel succès avec plus de 800 000 visiteurs en un peu plus d'un mois, qu'il fut maintenu. Avec une surface de 150 000 m2, le parc a coûté 2,5 millions couronnes suédoises.
En 1983, le lapin vert et rose devint la mascotte de Liseberg.
En 1991, l'entreprise Lisebergs Gäst AB fut fondée. Elle gère les logements des campings de Göteborg et du port. Le directeur adjoint d'Efteling de l'époque, Reinoud van Assendelft de Coningh, a l'idée de créer une collaboration d'importants parcs d'attractions européens non concurrents compte tenu de leur situation géographique. En 1993, Great European Theme Parks est fondé en réponse à l'arrivée d'Euro Disneyland. Quatre parcs figurent parmi les parcs les plus visités en Europe : Europa-Park, Alton Towers, le Parc Astérix et Efteling. À ceux-ci s'ajoute Liseberg. Celui-ci voit plus de deux millions de visiteurs par an mais Liseberg fonctionne avec le Pay per Ride : il faut payer chaque attraction séparément. Il ne s'agit donc pas d'entrées payantes.

Ancien logo

Dans les années 1990, le parc a été élargi de 35 000 m2 et une foule d'attractions fut inaugurée.
Le 12 février 2024, un important incendie a ravagé le parc aquatique Liseberg Oceana, qui devait ouvrir la même année.

## Attractions

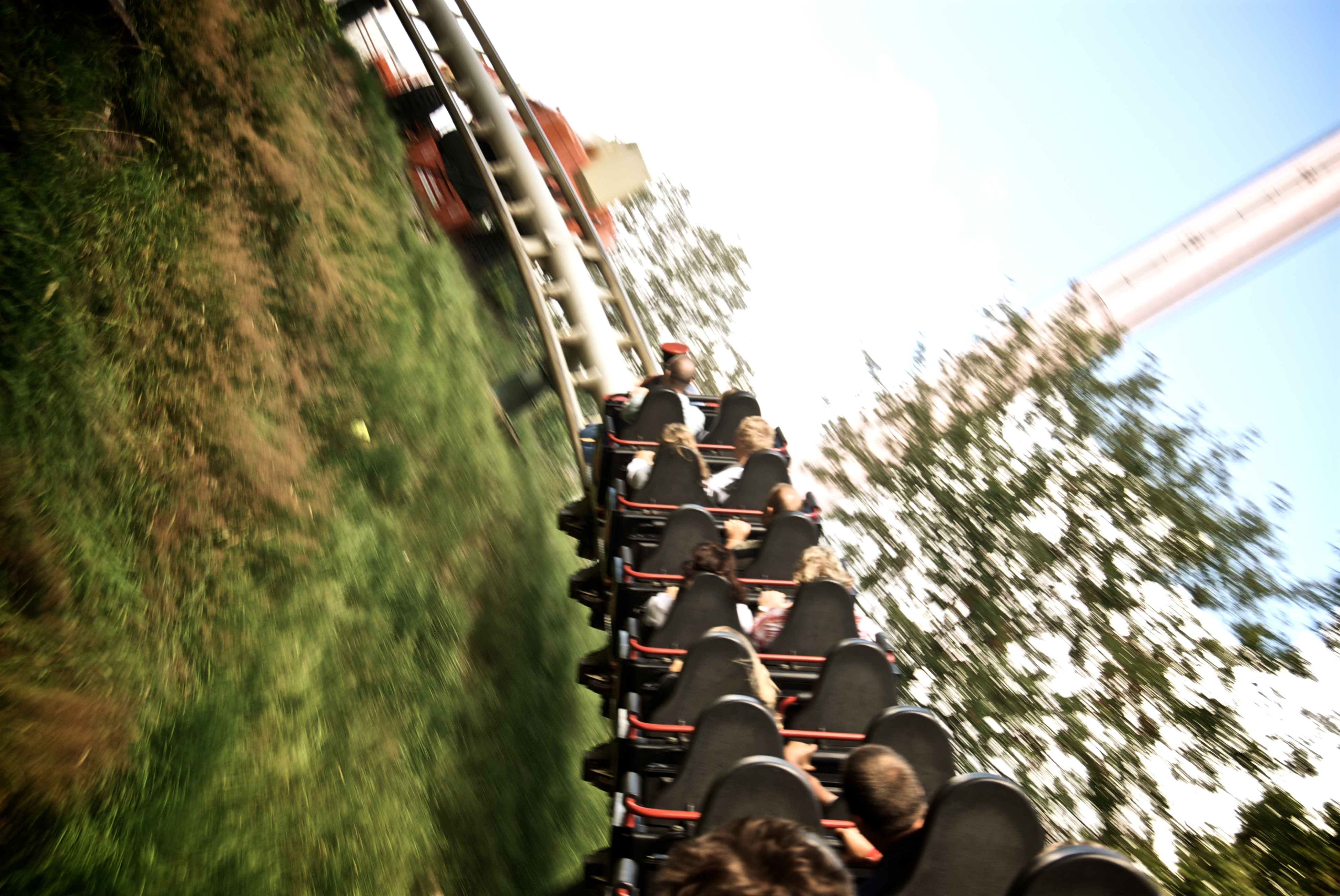
Lisebergbanan

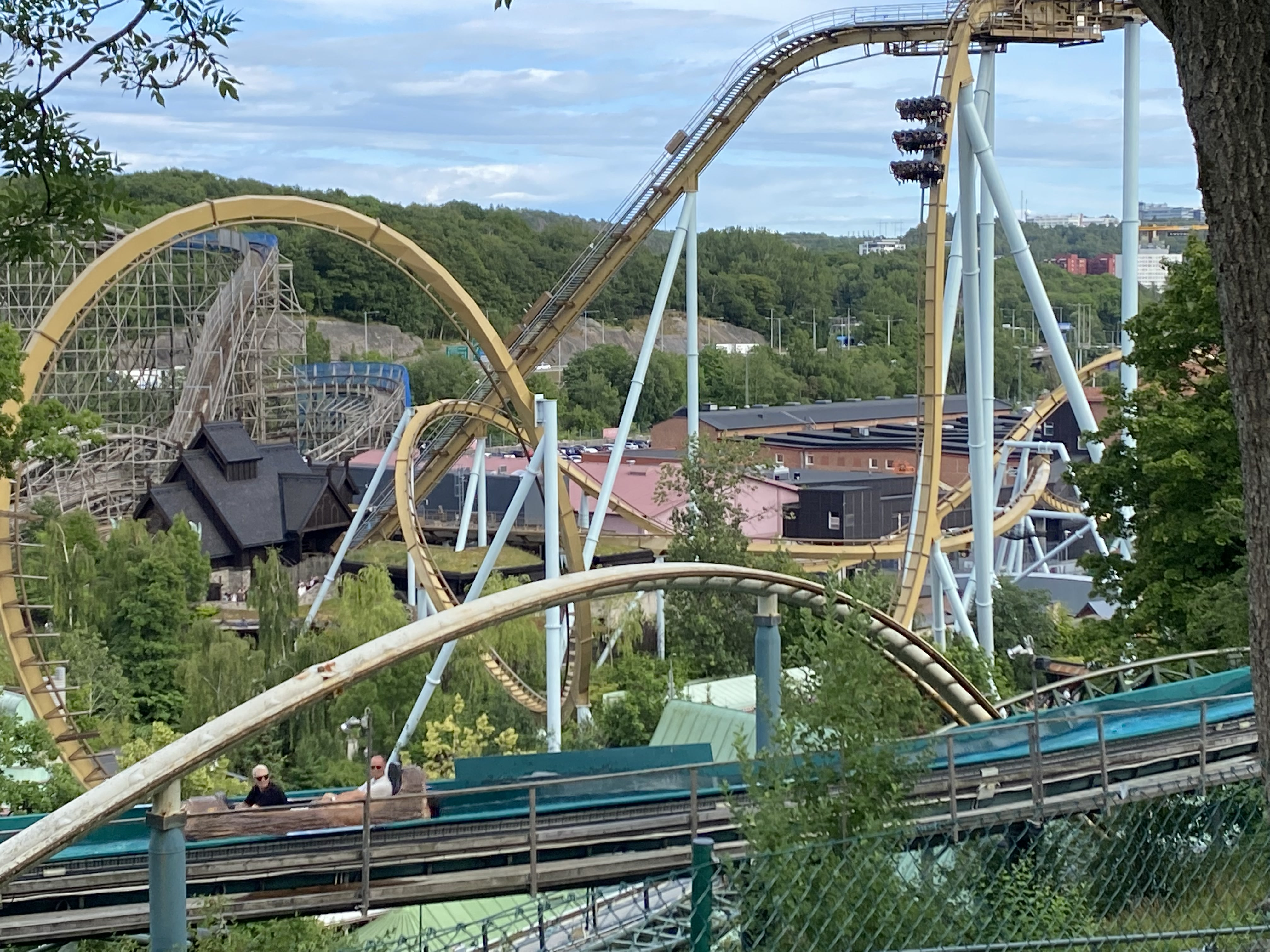
Valkyria

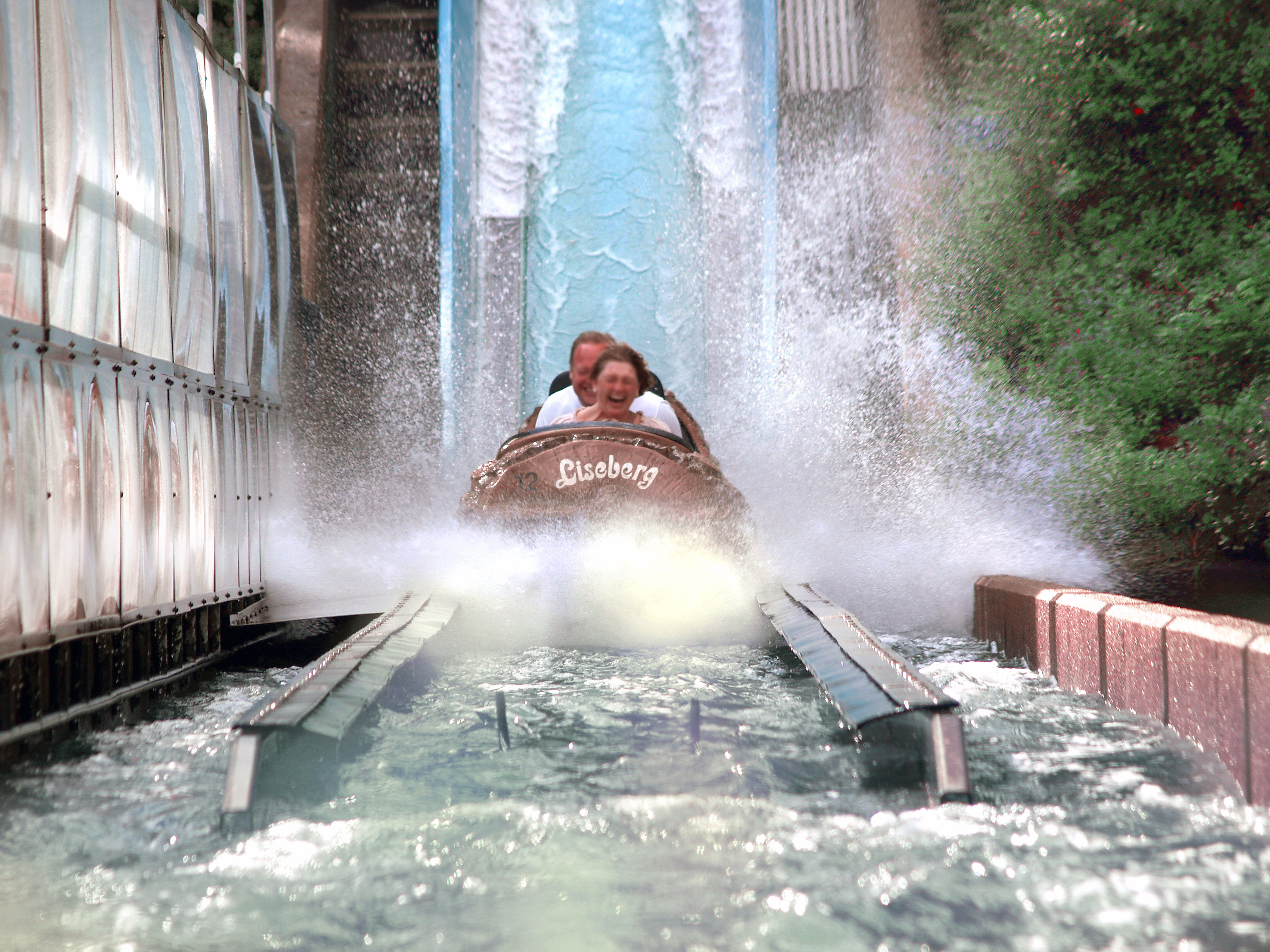
Flumeride, Liseberg

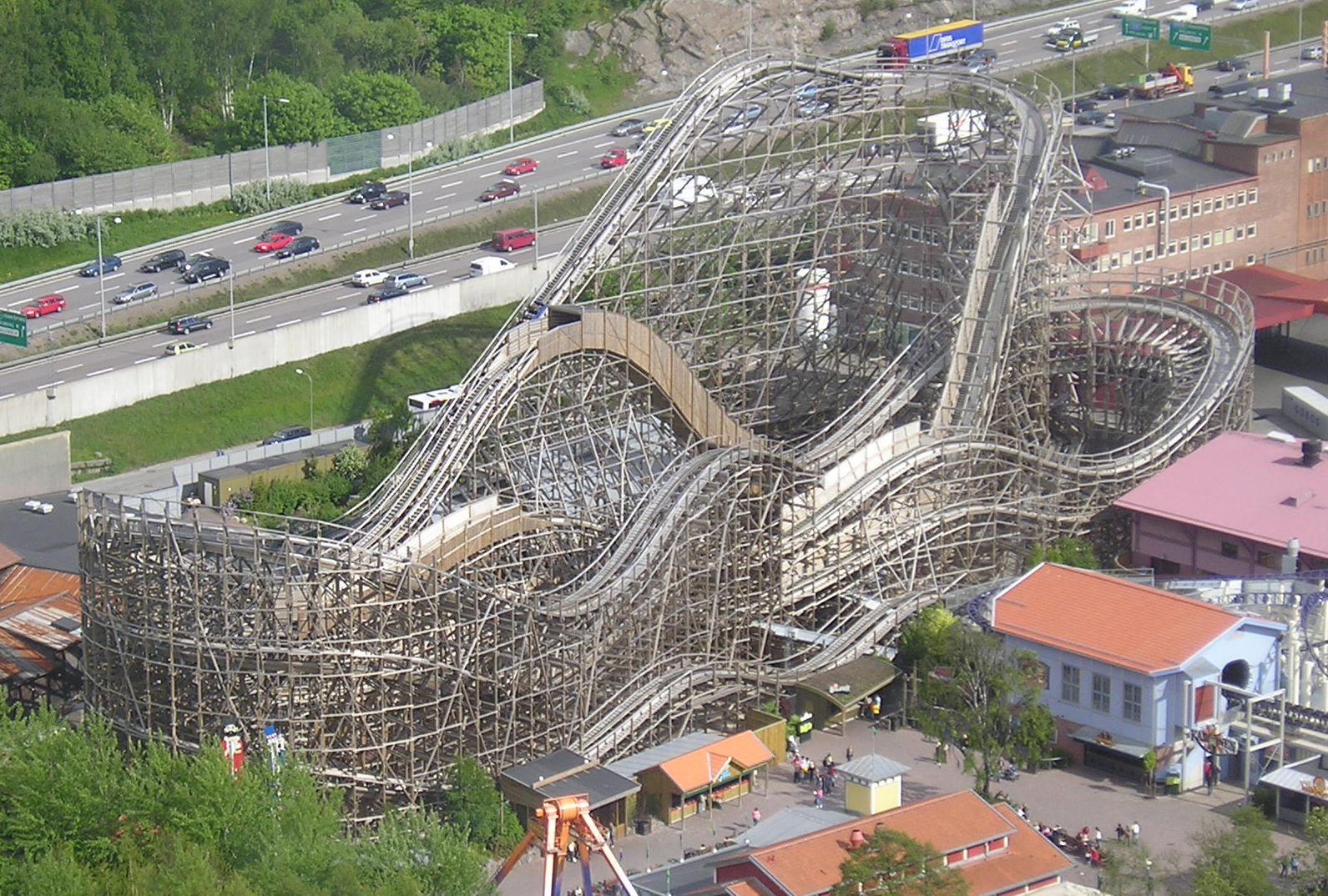
Balder

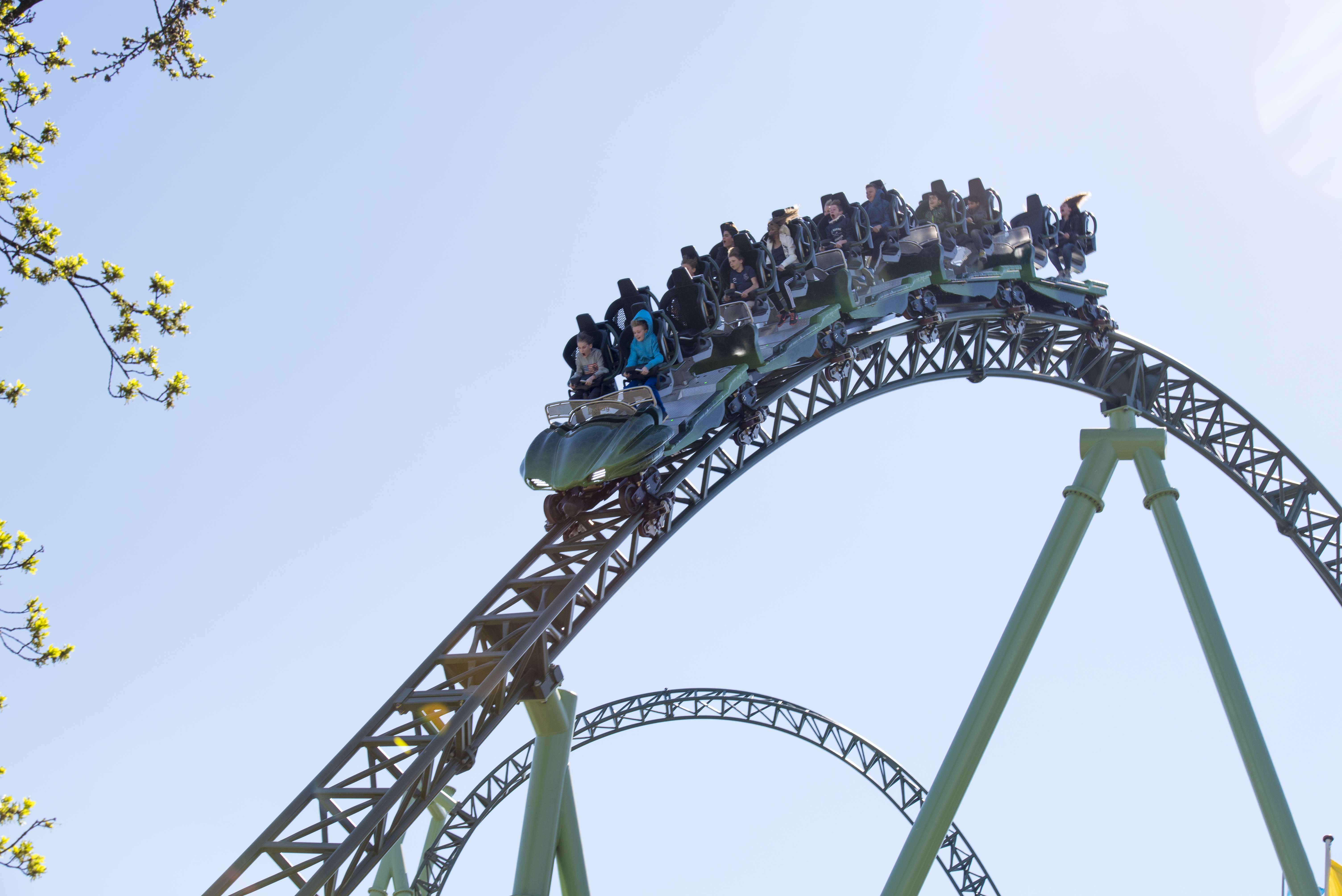
Helix

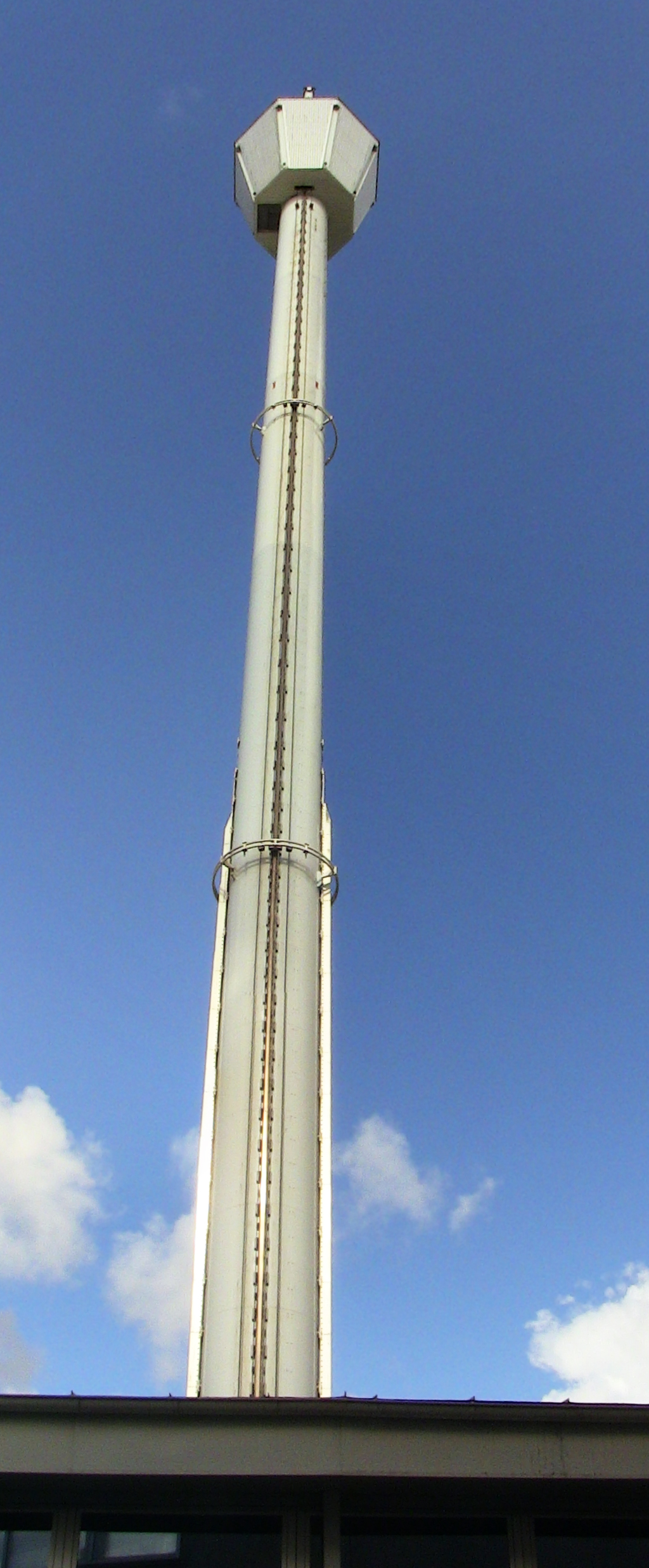
AtmosFear

Le parc inaugure une attraction presque tous les ans. En 2005, Liseberg ouvrit de nouvelles montagnes russes appelées Kanonen (Le canon). Les attractions les plus connues sont Flumeride, Lisebergbanan, Balder, AtmosFear et Helix.

### Montagnes russes
| Nom           | Années | Commentaire                                                                              |
| ------------- | ------ | ---------------------------------------------------------------------------------------- |
| Lisebergbanan | 1987   | Modèle Custom de Anton Schwarzkopf évoluant jusqu'à 80 km/h.                             |
| Balder        | 2003   | Du constructeur Intamin, élue par deux fois Meilleure Montagnes russes en bois au monde. |
| Rabalder      | 2009   | Modèle Force Two de Zierer. Junior coaster pour jeunes enfants.                          |
| Stampbanan    | 2013   | Du constructeur Preston & Barbieri                                                       |
| Helix         | 2014   | Du constructeur Mack Rides                                                               |
| Valkyria      | 2018   | Du constructeur Bolliger & Mabillard                                                     |
| Luna          | 2023   | Du constructeur Vekoma                                                                   |

### Anciennes montagnes russes
| Nom              | Années    | Commentaire                                                                                      |
| ---------------- | --------- | ------------------------------------------------------------------------------------------------ |
| Bergbanan        | 1923-1987 |                                                                                                  |
| Cirkusexpressen  | 1977-2008 | Du constructeur Zierer                                                                           |
| HangOver         | 1997-2002 | Du constructeur Vekoma                                                                           |
| Lisebergs Loopen | 1980-1995 | Du constructeur Anton Schwarzkopf                                                                |
| Super 8          | 1966-1979 | Du constructeur Anton Schwarzkopf                                                                |
| Kanonen          | 2005-2016 | Modèle Accelerator de Intamin. Montagnes russes lancées avec looping vertical et heartline roll. |

### Attractions aquatiques
- Flumeride : Parcours en bûches de Arrow Dynamics de 1973
- Kållerado : Parcours en bouées d'Intamin de 1997

### Attractions à sensations
- AtmosFear : Gyro drop d'Intamin 110 km/h 2011
- Aerospin : Sky Fly de Gerstlauer 2016
- Hanghai : Mega Disk'O de Zamperla 2009
- Höjdskräcken : Turbo Drop de S&S Worldwide 2000
- Hökfärden : Condor de Huss Rides 1985
- JukeBox : Pieuvre d'Anton Schwarzkopf 1993
- Loke : Gyro Swing d'Intamin 2016
- Mechanica : Star Shape de Zierer 2015
- SpinRock : Discovery de Zamperla 2002
- Uppskjutet : Space Shot de S&S Worldwide 1996
- Uppswinget : Screamin' Swing de S&S Worldwide 2007
- Virvelvinden : Waltzer de Anton Schwarzkopf 1969

### Autres attractions
- Bumper Cars : Autos tamponneuses
- Pariserhjulet : Grande roue d'Anton Schwarzkopf (1967)
- Fishing Boats : Music Express
- Hotel Gasten : Walkthrough (1998)
- House of Mirrors : Palais des glaces
- Kiddie Boat Ride
- Kiddie Bumpers
- Kiddie Flight-Carousel
- Lilla Lots : Rockin' Tug de Zamperla (2006)
- Liseberg Tower : Spiral Tower de Waagner Biro (1990) reconvertie en AtmosFear
- Little Frogs : Mini tour de chute libre
- Oldtimers : Tacots
- Turbo : Sidecars XL de Technical Park (2022)
- Maxxima Sammy's Adventures : Le Voyage extraordinaire de Samy en cinéma en relief 2010
- Pony Carousel : Carrousel
- Teacups: Manège : Tasses
- The Cycel Ride : Magic Bikes de Zamperla
- The Dragonboats : Carrousel
- Trummeliten Carrousel
- Underlandet : Parcours scénique de Gosetto (2020)
- Wave Swinger : Manège à chaises volantes de Zierer (1989)

## Fréquentation
- 1999 - 2.5 millions visiteurs
- 2000 - 3.1 millions visiteurs (1re année de Christmas at Liseberg)
- 2001 - 3.0 millions visiteurs
- 2002 - 3.0 millions visiteurs
- 2003 - 3.4 millions visiteurs
- 2004 - 2.9 millions visiteurs
- 2005 - 3.2 millions visiteurs
- 2006 - 2.8 millions visiteurs
- 2007 - 3.1 millions visiteurs
- 2008 - 2.9 millions visiteurs
- 2009 - 3.6 millions visiteurs

Fréquentation annuelle 

2 300 000 (2023)